# Волпоул (переписна місцевість, Нью-Гемпшир)
Волпоул (англ. Walpole) — переписна місцевість (CDP) в США, в окрузі Чешир штату Нью-Гемпшир. Населення — 573 особи (2020).

## Географія
Волпоул розташований за координатами 43°4′42″ пн. ш. 72°25′29″ зх. д. / 43.07833° пн. ш. 72.42472° зх. д. (43.078344, -72.424804).  За даними Бюро перепису населення США в 2010 році переписна місцевість мала площу 3,18 км², з яких 3,15 км² — суходіл та 0,03 км² — водойми.

## Демографія
Згідно з переписом 2010 року, у переписній місцевості мешкало 605 осіб у 315 домогосподарствах у складі 163 родин. Густота населення становила 190 осіб/км².  Було 346 помешкань (109/км²).
Расовий склад населення:
| - 97,2 % — білих - 0,8 % — азіатів - 0,3 % — чорних або афроамериканців |

До двох чи більше рас належало 1,7 %. Частка іспаномовних становила 1,3 % від усіх жителів.
За віковим діапазоном населення розподілялося таким чином: 13,1 % — особи молодші 18 років, 60,0 % — особи у віці 18—64 років, 26,9 % — особи у віці 65 років та старші. Медіана віку мешканця становила 53,0 року. На 100 осіб жіночої статі у переписній місцевості припадало 79,5 чоловіків;  на 100 жінок у віці від 18 років та старших — 80,1 чоловіків також старших 18 років.
Середній дохід на одне домашнє господарство  становив 53 337 доларів США (медіана — 46 061), а середній дохід на одну сім'ю — 70 175 доларів (медіана — 85 278). За межею бідності перебувало 2,3 % осіб, у тому числі 0,0 % дітей у віці до 18 років та 6,9 % осіб у віці 65 років та старших.
Цивільне працевлаштоване населення становило 187 осіб. Основні галузі зайнятості: будівництво — 25,7 %, освіта, охорона здоров'я та соціальна допомога — 21,4 %, роздрібна торгівля — 13,4 %, транспорт — 11,2 %.